# Lottie Franks
Lottie Franks, född Mary Charlotte Brown 1856, död i Madras 1892, var en av Frälsningsarméns första missionärer i Indien. Hon avled redan efter ett års tjänst i kolera. Sångförfattare. Hon var från 1879 gift med James Franks.

## Sånger
- Jag ofta i mörker har famlat (Verserna)